# فيليب إفيتش
فيليب إفيتش (بالكرواتية: Filip Ivić) مواليد 30 أغسطس 1992 في زغرب، هو لاعب كرة يد كرواتي يلعب كحارس مرمى. يلعب حاليا مع فيف تارغي كيلسي ويحمل الرقم 16. مثل منتخب كرواتيا لكرة اليد.

## سجل المنافسة
شارك في البطولات التالية:
- بطولة العالم لكرة اليد للرجال 2015

## الإنجازات
- الدوري الكرواتي لكرة اليد (6): 2010-11، 2011–12، 2012–13، 2013–14، 2014–15، 2015–16
- دوري الجنوب الشرقي لكرة اليد (1): 2012-13

## روابط خارجية
- فيليب إفيتش على موقع الاتحاد الأوروبي لكرة اليد (الإنجليزية)